# Had Al Gharbia
Had Al Gharbia (arabiska: حد الغربية), tidigare Lkhaloua (arabiska: حد الغربية), är en landskommun i Marocko. Den ligger i prefekturen Tanger-Assilah och regionen Tanger-Tétouan-Al Hoceïma, 180 km nordost om huvudstaden Rabat. Antalet invånare var 12 274 vid folkräkningen 2014.